# Udomljavanje (internet)
Udomljavanje (eng. hosting) je u prijevodu smještaj web servisa na server. Najčešće se odnosi na smještaj web stranica tj. cjelokupnog internet sadržaja na web server, tako da budu dostupne svima koji pregledavaju Internet. Udomljavanje web sadržaja (eng. web hosting) najčešće uključuje uslugu smještaja web stranica, elektronske pošte, no i raznih drugih servera. Postoje razni pružatelji usluga udomljavanja po cijelom svijetu. Pored udomljavanja web sadržaja, udomljavanje se može odnositi i na uslugu smještaja game servera.

## Vrste udomljavanja
- Dijeljeno
- reprodano udomljavanje
- virtualni privatni poslužitelji
- dedicirani poslužitelji
- kolokacija
- oblakovno udomljavanje
- klasterirano udomljavanje.[2]

## Web Hosting usluge u Hrvatskoj
U Hrvatskoj postoji dvadesetak tvrtki specijaliziranih za pružanje usluga udomljavanja, te još pedesetak kojima to nije primarna djelatnost. U početcima usluga udomljavanja (hostinga) u Hrvatskoj, početkom devedesetih gotovo sve tvrtke su djelovale kao preprodavači poslužitelja inozemnih uglavnom američkih poduzeća. Širenjem Interneta u Hrvatskoj sve više poduzeća koja su se bavila udomljavanjem imao je vlastite poslužitelje u Hrvatskoj što je znatno pridonijelo kvaliteti usluge.
Vodeći pružitelji Hosting usluga u Hrvatskoj:
- Croadria hosting - Hrvatski Telekom d.d.
- POSLuH hosting
- xHosting.HR
- Plus Hosting
- Avalon
- Shopcentar
- TOTOHOST.HR
- Hrvatski Hosting  Arhivirana inačica izvorne stranice od 14. srpnja 2014. (Wayback Machine)
- Orbis
- Hostinger.hr
- PARIS - uslužno informatički obrt
- Domidona IT hosting

## Udomljavanje poslužitelja za igre
Poslužitelji za igre (eng. game server) mogu biti smješteni na Windows ili Linux operacijski sustav, ovisno o udomitelju i dostupnosti datoteka za određeni poslužitelj namijenjen igrama. Glavni čimbenici usluge su ping prema game serveru, aktualnost zaštite od napada (najčešće DDoS i razni Exploit-i), dodatne usluge, te podrška. Samo upravljanje uslugom poslužitelja za igre vrši se najčešće preko određenog Game Panela. Odabir panela ovisi o korištenom operacijskom sustavu. Dodatne usluge mogu se odnositi na scripting, backup, customizacije i razne druge. Najčešći tipovi igara su MMORPG Minecraft, World of Warcraft, pucačine (Call of Duty, Counter-Strike, Battlefield serijali) i strategije (Warcraft, Red Alert serijali). Od ostalih igara najpopularniji su GTA III: San Andreas serveri. Sa stručne strane smatra se da (pogotovo sto se tiče game servera za pucačine) Linux serveri nude bolje performanse.

## Usluge udomljavanja poslužitelja za igre u Hrvatskoj
U Hrvatskoj postoji nekoliko tvrtki specijaliziranih koja se bavi pružanjem takvih usluga. Većina, no ne i svi, baziraju svoje usluge na Linux sustavima. Većina game server hostinga koristi usluge Amis Telekoma, B.Neta, Iskona i Optima Telekoma. Trenutno najveći problem i takvim poduzećima i igračima predstavlja nevoljkost najvećeg hrvatskog ISP-a (T-Com) u povezivanju s ostalim operaterima unutar CIX-a, zbog čega se veliki dio igrača iz Hrvatske na hrvatske poslužitelje za igre spaja preko međunarodne poveznice.